# Youanmi
Youanmi is een spookdorp in de regio Mid West in West-Australië. Het maakt deel uit van het lokale bestuursgebied (LGA) Shire of Sandstone, waarvan Sandstone de hoofdplaats is.

## Geschiedenis
Rond 1894/95 vond goudzoeker Tom Payne goud in de streek. Pas rond 1907 begon men er echt naar goud te delven. Tegen 1910 leefden er genoeg mensen in de omgeving opdat de 'Youanme Progress Committee' de overheid kon vragen er een dorp te stichten. In augustus dat jaar werd Youanmi officieel gesticht. Het dorp werd naar een nabijgelegen waterbron vernoemd. De naam is Aborigines van oorsprong en werd voor het eerst in 1887 opgetekend.
De Youanmi-goudmijn was van 1911 tot 1920 in bedrijf en stelde een honderdtal mannen te werk. In de jaren 1930 werd de mijn terug actief en het dorp ontwikkeld voor het tweehonderdtal mannen dat er werkte. In 1942 sloot de goudmijn terug de deuren, vanwege de lage kwaliteit van het gouderts op grote diepte. Het dorp werd verlaten.
In de jaren 1980 werd er terug goud gedolven, dit maal in dagbouw, en in de jaren 1990 weer ondergronds. Een lage goudprijs aan het eind van de 20e eeuw maakte een eind aan de mijnactiviteiten. De leases gingen enkele keren in andere handen over. Een stijgende goudprijs tijdens de eerste decennia van de 21e eeuw bracht de zoektocht naar goud rondom de oude Youanmi-goudmijn terug op gang.

## Ligging
Youanmi ligt 560 kilometer ten noordoosten van de West-Australische hoofdstad Perth, 135 kilometer ten zuidoosten van het aan de Great Northern Highway gelegen Mount Magnet en 95 kilometer ten zuidwesten van Sandstone.
Youanmi heeft een startbaan: Youanmi Airport (ICAO: YOUN).

## Klimaat
De streek kent een warm woestijnklimaat, BWh volgens de klimaatclassificatie van Köppen.